# Reserva Experimental Oculina Research
La Experimental Oculina Research Reserve es una reserva ecológica nacional ubicada cerca de la ciudad de Fort Pierce, en Florida, Estados Unidos.
Fue inaugurada el 27 de junio de 1994, y posee un área de 1.030 km².
Su cuerpo gubernamental es la Administración Nacional Oceánica y Atmosférica.